# 克爾卡國家公園
克爾卡國家公園是克羅地亞第七个成立的國家公園，位於該國南部希貝尼克-克寧縣，西南侧距离希贝尼克仅几公里。它的名字来源于克尔卡河。面積109平方公里，成立于1985年1月24日，是220種動物的棲息地，建立这个公园的主要目的是保护克尔卡河生态，可用于科学、文化、教育、娱乐和旅游活动。

## 图集

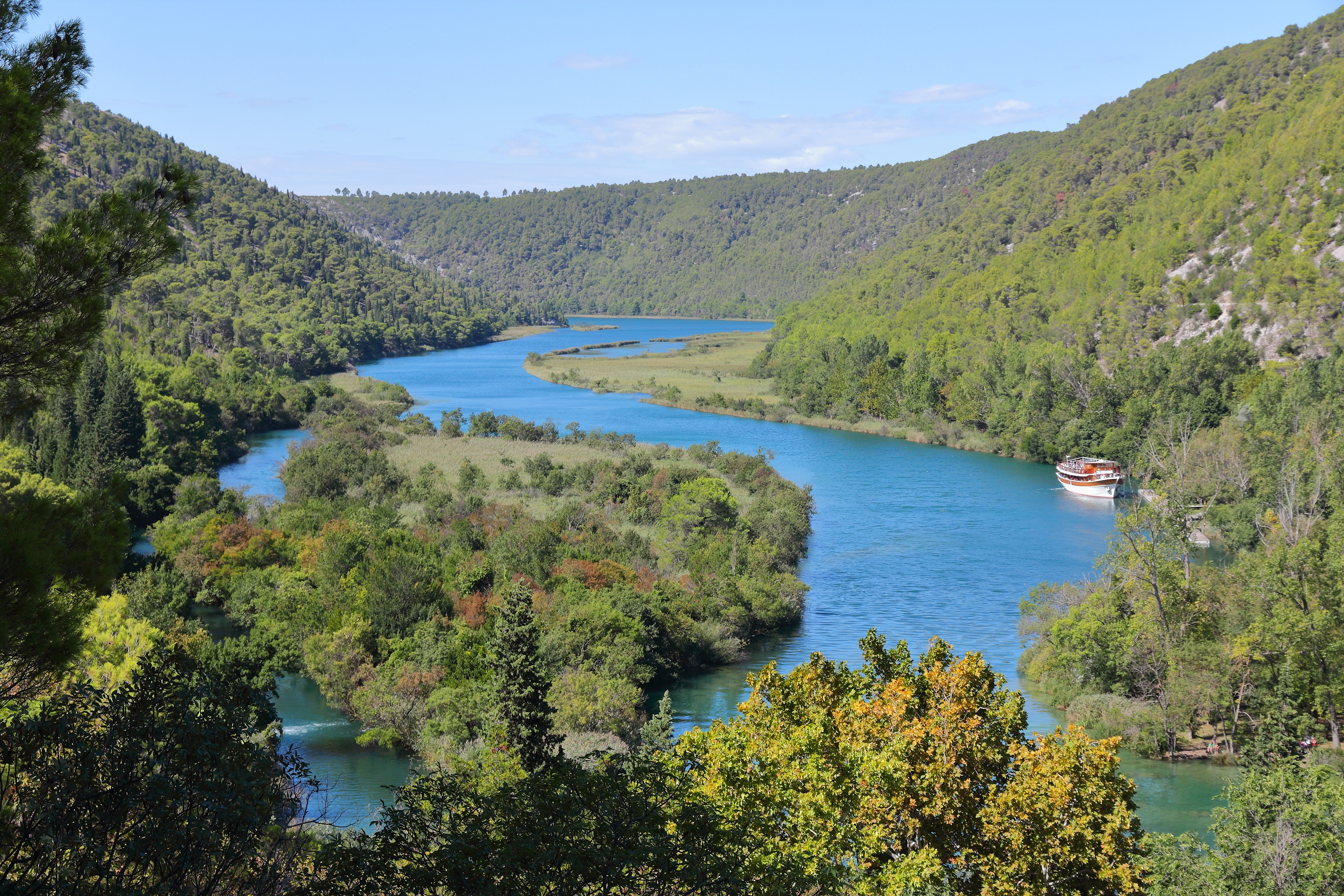
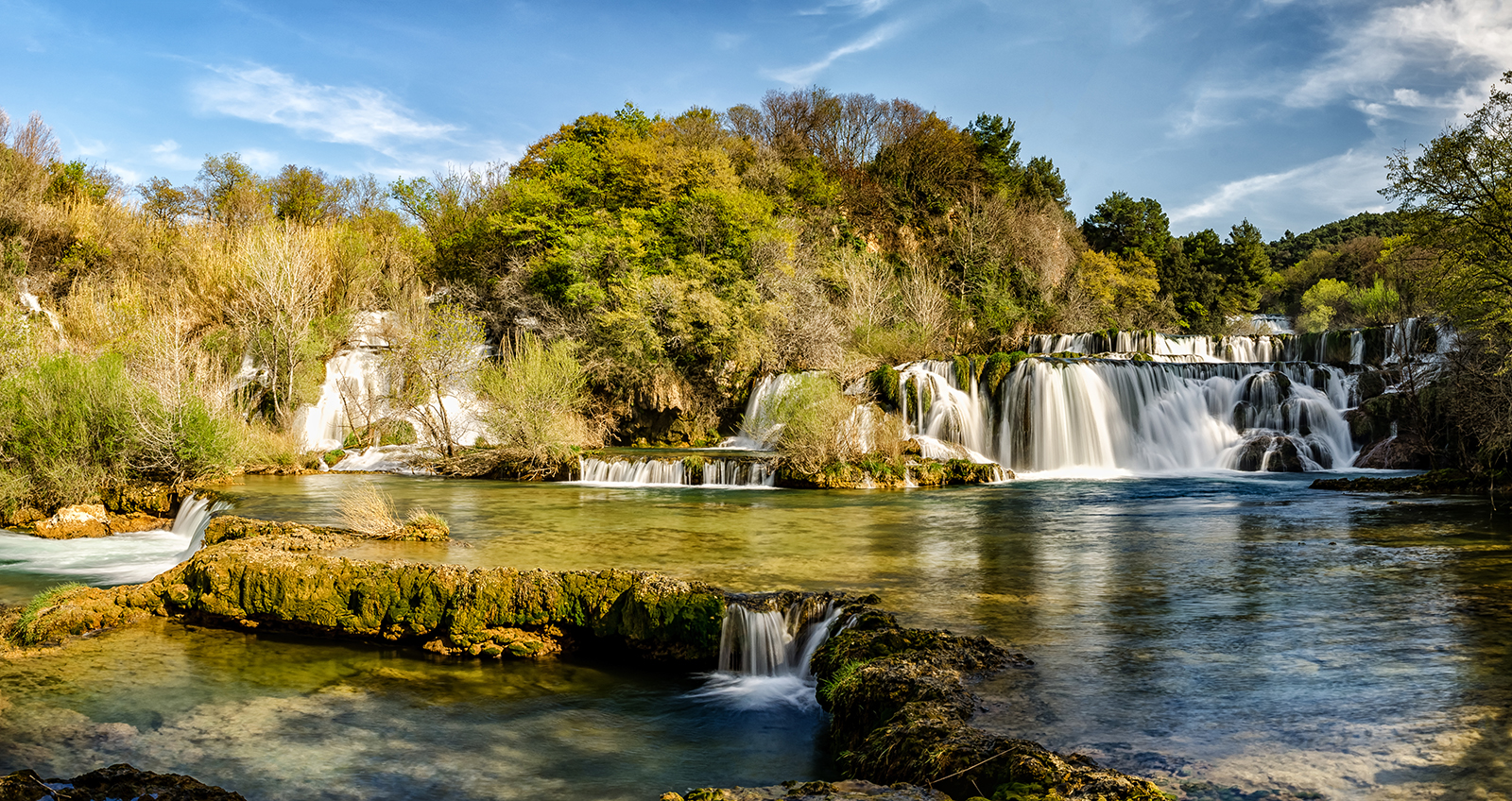
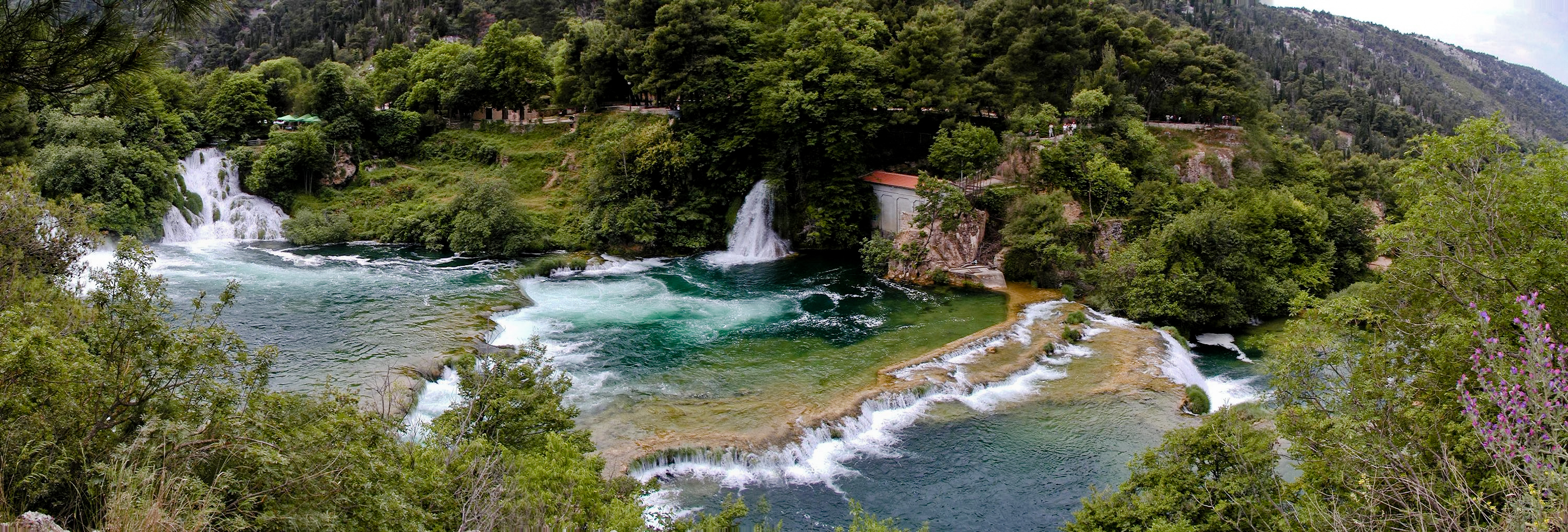
该瀑布被誉为欧洲最美丽的碳酸钙岩瀑布之一

## 外部連結
- 官方网站
- 图片克爾卡國家公園

Template:达尔马提亚地标